# Auditorium di Mecenate

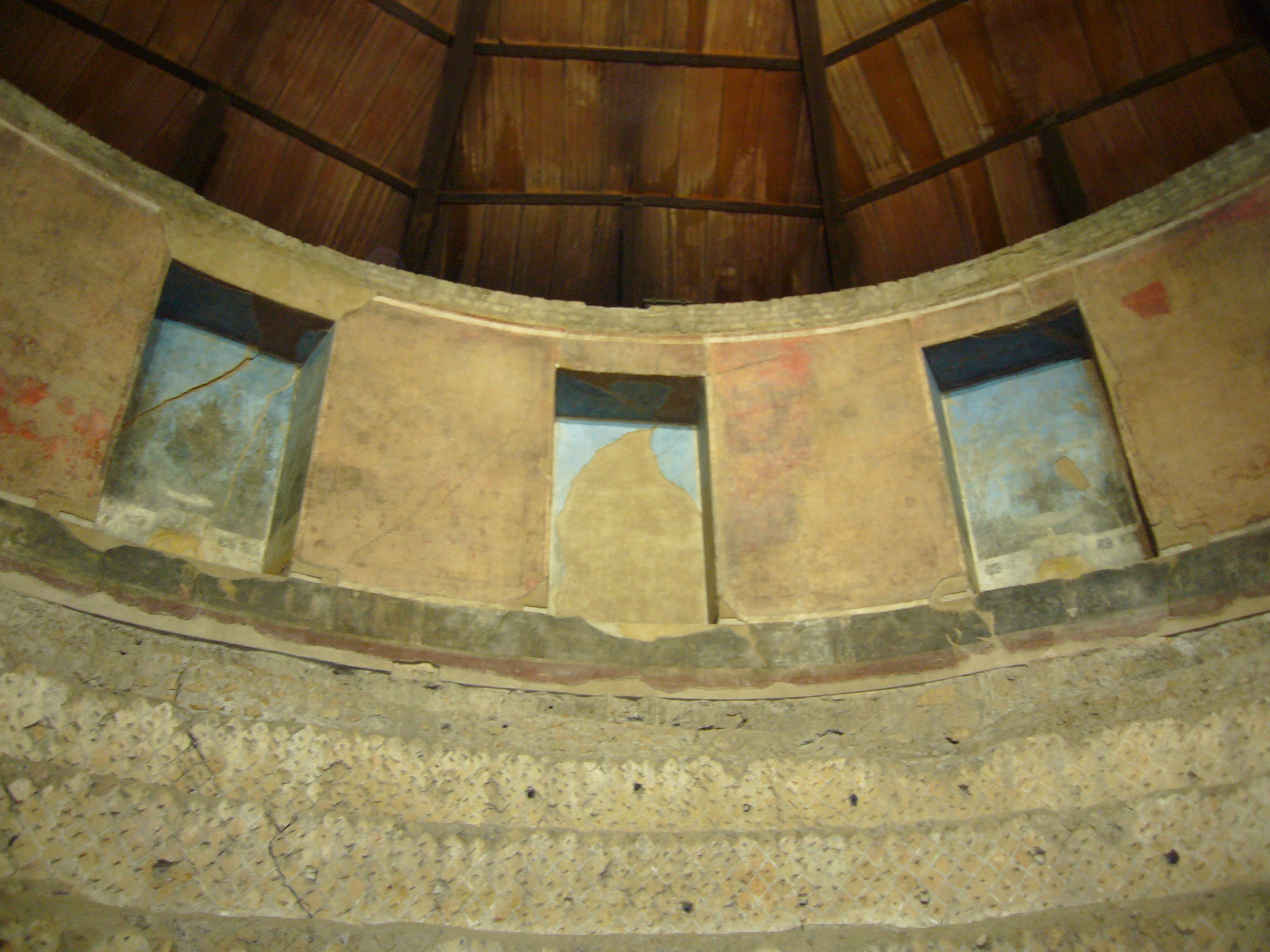
Particolare dell'abside con tracce di pitture di giardino

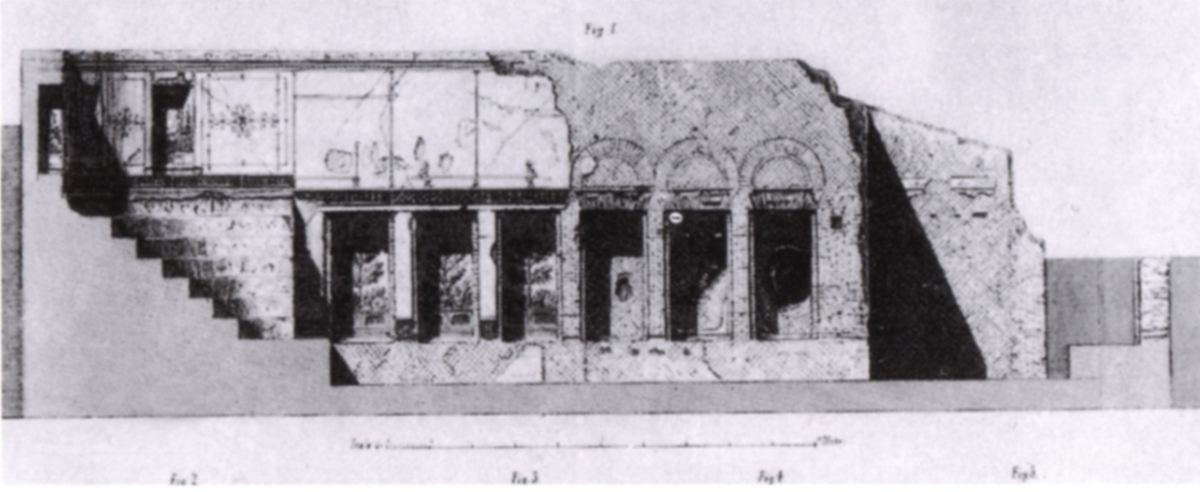
Disegno ricostruttivo dell'Auditorium di Mecenate

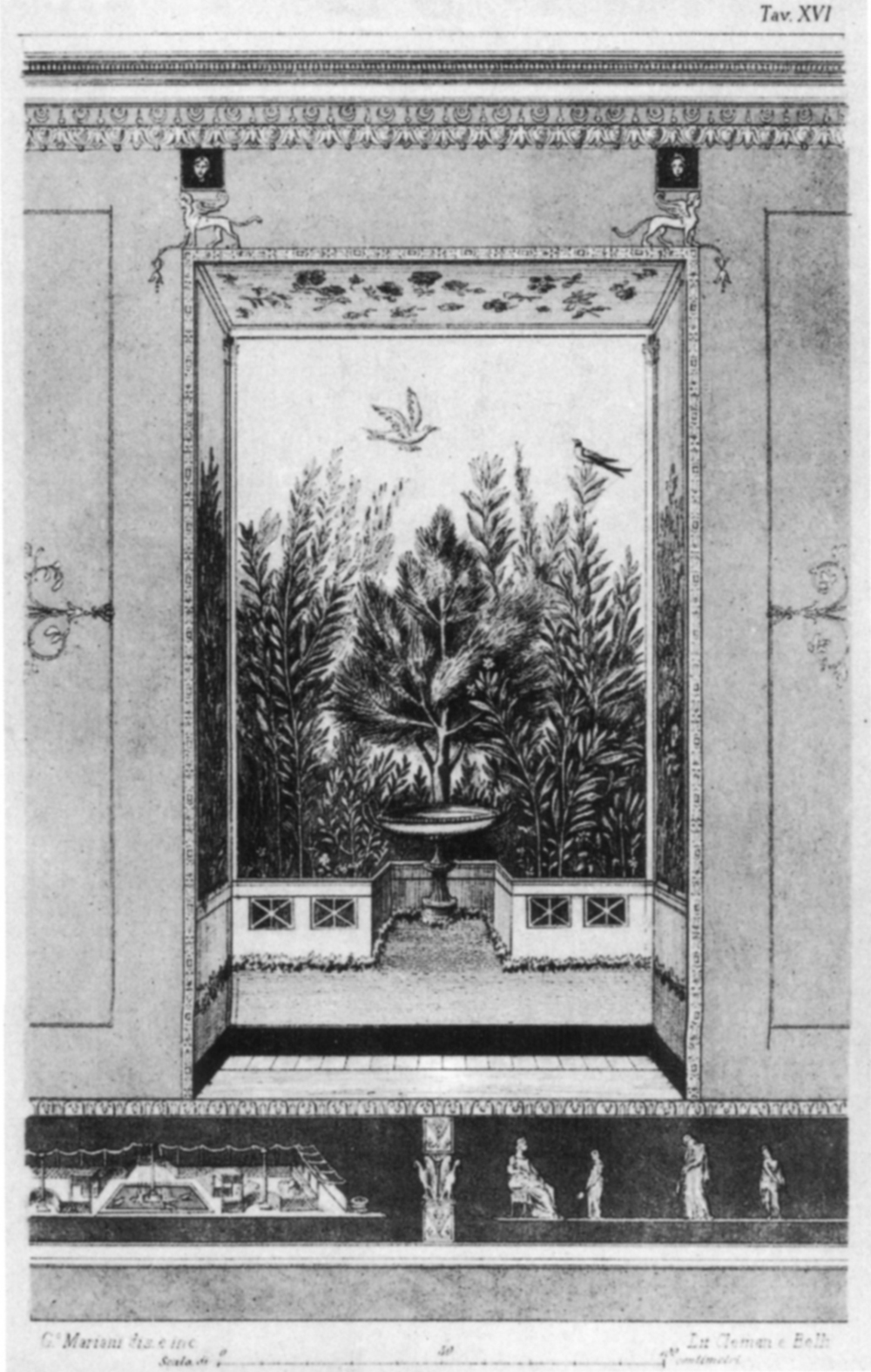
Disegno ottocentesco degli affreschi perduti

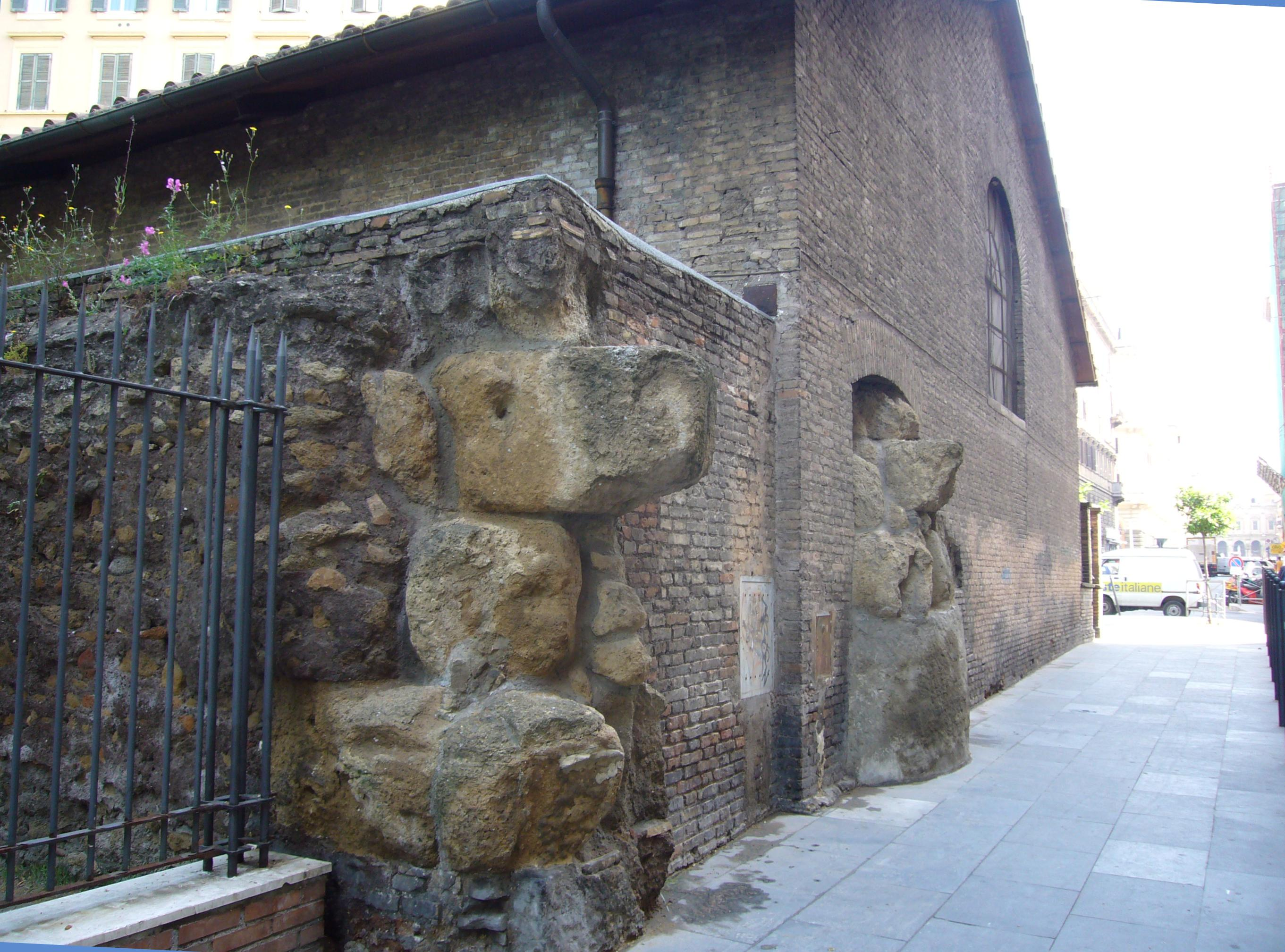
Resti delle Mura serviane inglobati all'interno dell'Auditorium in Largo Leopardi

Il cosiddetto Auditorium di Mecenate (in realtà un ninfeo, più che un auditorium) è un'architettura antica di Roma situata nel rione Esquilino, in largo Leopardi, lungo la via Merulana. Oggi il sito, visitabile su prenotazione, è gestito dalla Sovrintendenza Capitolina.

## Storia
L'edificio, che faceva parte degli Horti Maecenatis, fu scavato nel 1874. Si tratta di una grande aula rettangolare seminterrata (24,10 x 10,60 m), con abside su uno dei lati minori e risale alla creazione della villa, verso il 30 a.C.
Tramite un passo di Orazio si è identificato il luogo con la villa di Mecenate sull'Esquilino, che sorse sul colmo della zona di una necropoli e sul livellamento dell'antichissimo agger. Sul lato di via Leopardi l'edificio si sovrappose alle Mura serviane, facendone distruggere un tratto.
Sappiamo da Svetonio che l'imperatore romano, Augusto, quando si ammalava, dormiva spesso nella casa di Mecenate. Dopo la morte di Mecenate (8 a.C.) la villa fu annessa alle proprietà imperiali e poi concessa a Tiberio dopo il rientro dal suo esilio di Rodi. Egli intraprese alcune ristrutturazioni; a questa fase risalgono le pitture di giardino del ninfeo di terzo stile, da mettere in relazione con gli affreschi del ninfeo sotterraneo della villa di Livia (fine del I secolo a.C.).

## Descrizione
La parte anteriore della sala è più ampia della posteriore in cui, infatti, sono state ricavate sei nicchie per lato, più altre cinque nicchie che si trovano sull'abside, al di sopra dell'alta gradinata di sette gradini circolari, originariamente coperti di marmo cipollino, come a formare una sorta di piccola cavea teatrale. Vi si accede (in antico come oggi) attraverso una gradinata in discesa. Dal più alto gradino della cavea uscivano i flussi di alcuni tubi (poi otturati), che riversavano abbondante acqua nella sala: da questo particolare si è identificato l'edificio come un ninfeo, con i gradini forse decorati da vasi di fiori attorno ai quali scorreva scenograficamente dell'acqua. L'insieme era poi abbellito da pitture di giardino nelle nicchie, che dava l'idea di un magnifico parco sotterraneo.
L'ambiente non era isolato, anzi era collegato a un sistema di stanze e corridoi, sui quali il ninfeo emergeva in parte. La datazione rispetto alla tecnica muraria (opus reticolatum di modulo piuttosto piccolo) conferma un periodo tra la fine della Repubblica e l'inizio dell'Impero. Coevo alla prima fase originaria è anche un mosaico pavimentale qui rinvenuto, con tessere bianche finissime dipinte a fasce rosse con encausto. Sopra di esso venne poi steso un pavimento marmoreo. Una terza fase è forse rappresentata dal muro di mattoni appoggiato alla parte bassa della cavea.

## Le pitture
Le pitture, oggi conservate solo in maniera molto frammentaria, sono purtroppo deducibili soltanto grazie a disegni ricostruttivi pubblicati dopo lo scavo del 1874 dato che non esiste documentazione fotografica dell'epoca del ritrovamento.
La decorazione è tipica del terzo stile. Ciascuna nicchia era decorata secondo uno schema con un albero al centro, posto oltre una balaustra marmorea con una rientranza centrale dove si trova una fontana o un vaso. Gli alberi di contorno, mossi dal vento, sono popolati da un vasto numero di uccelli in volo e posati. La presenza delle nicchie reali obbligò gli artisti a inventare un modo di occupare gli spessori superiori, che furono decorati con un'artificiosa pioggia di fiori. Le nicchie si configurarono quindi come elementi indipendenti rispetto all'architettura della stanza, quali "bow window" a vetri affacciate su un giardino, in corrispondenza delle quali si disponevano, come d'incanto, vedute studiate di verzure ed elementi decorativi. Anche qui, come negli esempi precedenti, mancano notazioni atmosferiche e allusioni a uno spazio "infinito" oltre gli elementi percettibili.